# 台中港線
台中港線（たいちゅうこうせん）は、台湾台中市清水区の台中港駅から貨物弁公室駅に至る台湾鉄路管理局の鉄道路線（貨物線）である。
幸福水泥公司向けの石炭および天然ガスの新竹貨駅或いは内湾線九讃頭駅までの輸送を主業務としている。

## 歴史
- 1976年10月30日 - 管理者を台中港務局から台湾鉄路管理局へ変更。
- 1976年10月31日 - 貨物取扱開始。

## 駅一覧
| 駅名         | 駅間 キロ | 累計 キロ | 等級 | 接続路線・備考        | 所在地        | 所在地 |
| ------------ | --------- | --------- | ---- | --------------------- | ------------- | ------ |
| 台中港駅     | 0.0       | 0.0       | 二等 | 縦貫線接続 旧名は甲南 | 台中市 清水区 |        |
| 貨物弁公室駅 | 6.0       | 6.0       | 貨物 | 旧名は台中港駅        | 台中市 清水区 |        |